# Olax aphylla
Olax aphylla är en tvåhjärtbladig växtart som beskrevs av Robert Brown. Olax aphylla ingår i släktet Olax och familjen Olacaceae. Inga underarter finns listade i Catalogue of Life.